# Occhio di gatto
Occhio di gatto (titolo orig. Cat's Eye) è un romanzo della scrittrice canadese Margaret Atwood del 1988. Protagonista è la pittrice Elaine Risley, che riflette sulla sua infanzia e gli anni dell'adolescenza. La sua memoria rivà soprattutto nel rievocare Cordelia, a quel tempo la guida di un trio di ragazze che furono molto crudeli ma pure gentili verso di lei, influenzando profondamente le sensazioni e relazioni di Elaine col mondo e la sua stessa arte, fino alla sua età di mezzo. Il romanzo, ambientato dalla Seconda Guerra Mondiale alla fine degli anni Ottanta, include molti elementi culturali del tempo, dal femminismo ai movimenti artistici. Il libro fu selezionato tra i finalisti sia al Governor's General's Award del 1988 che per il Booker Prize del 1989.

## Trama
Dopo essere tornata alla sua casa d'infanzia di Toronto per una mostra retrospettiva della sua arte, Elaine ripensa alla sua infanzia. All'età di otto anni diventa amica di Carol e Grace e, attraverso i loro occhi, si rende conto della sua formazione atipica, basata su viaggi con il padre entomologo e la madre, e che ciò l'ha lasciata mal equipaggiata rispetto alle aspettative convenzionali della femminilità. Quando Cordelia si unisce al gruppo, Elaine è vittima di bullismo da parte delle tre ragazze, le sue "migliori amiche". Il bullismo si intensifica d'inverno, quando le ragazze abbandonano Elaine in un burrone; mezzo congelata, ha una visione della Vergine Maria, che la guida verso la salvezza. Poi, rendendosi conto di aver permesso a se stessa di diventare vittima, Elaine trova nuovi amici.
La narrazione segue Elaine attraverso la sua adolescenza e la prima età adulta come studente d'arte e artista femminista. Tuttavia, in tutto questo tempo, lei è ossessionata dalla sua infanzia e ha difficoltà a formare relazioni con altre donne.
Verso la fine del romanzo, a causa della sua mostra retrospettiva e il suo ritorno a Toronto, affronta finalmente il suo passato e risolve il suo trauma.

## Edizioni italiane
- Occhio di gatto, traduzione di Marco Papi, Collana Omnibus, Milano, Mondadori, 1990,  p. 429, ISBN 88-04-33526-2. - Milano, Salani, 2018.